# Oberea macilenta
Oberea macilenta là một loài bọ cánh cứng trong họ Cerambycidae.